# The Old Toymaker
The Old Toymaker è un cortometraggio muto del 1917 diretto da Allen J. Holubar (Allen Holubar)

## Produzione
Il film fu prodotto dalla Rex Motion Picture Company.

## Distribuzione
Distribuito dall'Universal Film Manufacturing Company, il film - un cortometraggio in una bobina - uscì nelle sale cinematografiche statunitensi il 28 gennaio 1917.